# Natchez, Mississippi
Natchez este o localitate, municipalitate și sediul comitatului omonim, Adams, statul Mississippi, Statele Unite ale Americii.

## Suburbii
- Cloverdale, Mississippi
- Canonsburg, Mississippi
- Jonesville, Louisiana
- Morgantown, Mississippi
- Kingston, Mississippi
- Cranfield, Mississippi
- Vidalia, Louisiana
- Pine Ridge, Mississippi
- Washington, Mississippi
- Monterey, Louisiana
- Church Hill, Mississippi
- Sibley, Mississippi
- Stanton, Mississippi
- Roxie, Mississippi